# Helmand (rivier)

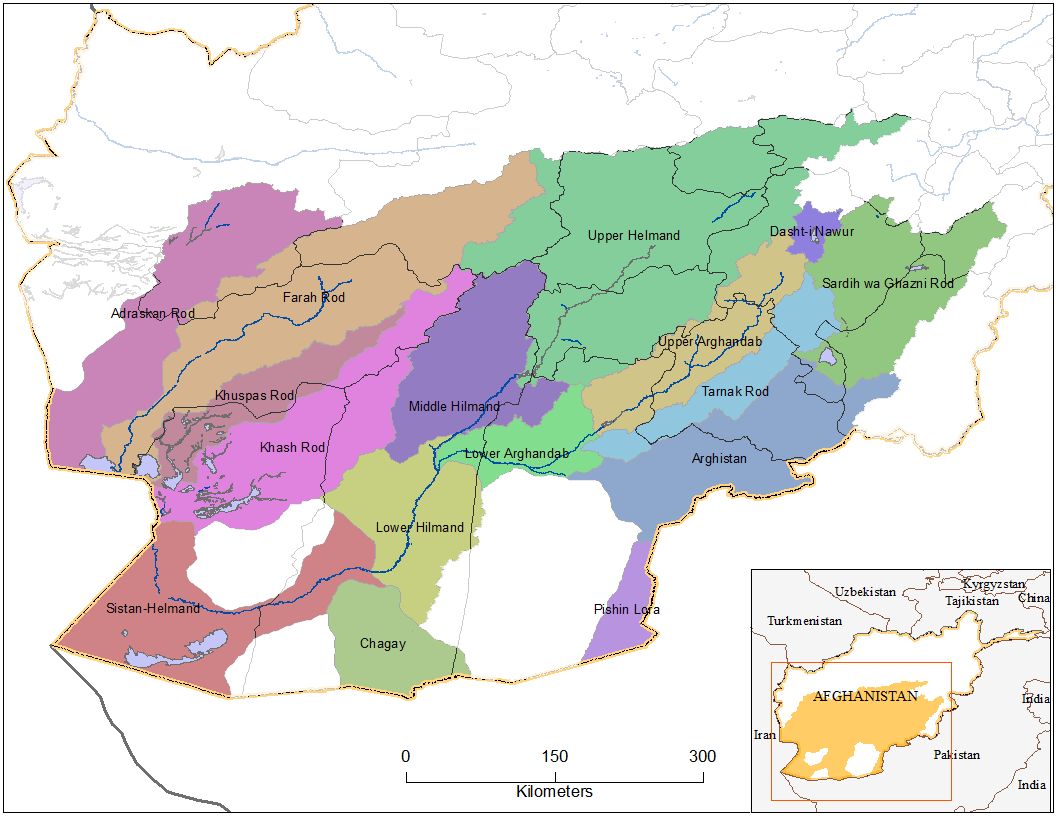
Stroomgebied van de Helmand in Afghanistan

De Helmand of Hirmand (Perzisch: هیرمند; Hirmand) is met een lengte van ongeveer 1200 km de belangrijkste rivier van Afghanistan. Het stroomgebied van de rivier is ongeveer 150.000 tot 200.000 km² groot en ligt grotendeels in Afghanistan. Een heel klein deel ligt in Pakistan en ongeveer 10% ligt in Iran. De rivier wordt grotendeels gevoed door smeltwater uit de hoge bergen in Afghanistan die een belangrijke waterscheiding vormen. Neerslag valt bijna alleen in de winter.

## Loop
De Helmand ontspringt in de Koh-i-Baba, een uitloper van de Hindoekoesj, op ongeveer 50 km ten westen van Kabul en stroomt vervolgens in zuidwestelijke richting, onder meer via de provincies Uruzgan en Helmand. Bij Qala Bist stroomt de Arghandab in de Helmand, de belangrijkste zijrivier, die op haar beurt het water van kleinere rivieren als de Tarnak, de Lora en de Dori. aanvoert. Na dit samenstroompunt stroomt de Helmand door een droog, rotsachtig gebied, waar de mensen leven van het water dat de Helmand aanlevert.
De rivier stroomt vervolgens Iran in, waar de rivier zich splitst en een binnendelta vormt. De ene tak die het irrigatiegebied instroomt heet de Sistan Rivier, de andere tak, die vervolgens grensrivier wordt tussen Iran en Afghanistan, heet de Common Parian Rivier.
Deze beide rivieren stromen uiteindelijk uit in een wetland, bestaande uit drie meren of hamouns, Hamoun-e-Puzak, Hamoun-e-Saberi en Hamoun-e-Hirmand. Soms worden deze drie hamouns samen ook wel Hamoun-e-Hirmand genoemd. Hamoun-e-Puzak en Hamoun-e-Saberi liggen in Afghanistan en Iran, terwijl Hamoun-e-Hirmand (in engere zin) volledig in Iran ligt. In zeer natte jaren zijn de drie meren niet meer van elkaar te onderscheiden: ze zijn dan één grote watervlakte geworden. In die jaren stroomt er water vanuit de Hamoun-e-Hirmand naar Afghanistan, waar het eindpunt van de rivier ligt, de Goud-e-Zereh. Deze Goud-e-Zereh is, afhankelijk van de hoeveelheid water die wordt aangeleverd door de meren, een zoutmeer of een zoutvlakte.

## Plaatsen
De grootste plaats aan de rivier is Lashkar Gah, de hoofdstad van de provincie Helmand, die naar de rivier is genoemd. De belangrijkste plaats in het Iraanse deltagebied is Zabol.

## Irrigatie
Langs de hele rivier vindt veel irrigatie plaats. Op de grens van de provincies Uruzgan en Helmand bevindt zich het Kajaki-stuwmeer met een opslagcapaciteit van 1.8 miljard m3, dat in 1953 werd aangelegd.
Geheel benedenstrooms bij het deltagebied vindt ook veel irrigatie plaats.

## Afvoer
De grootste afvoer heeft de rivier in het voorjaar, als de sneeuw in de Afghaanse bergen smelt. Op jaarbasis heeft de Helmand een gemiddelde afvoer bij de grens met Iran van 4500 miljoen m3, wat overeenkomt met ongeveer 143 m3/s. De gemiddelde maandafvoer bij de grens varieert tussen 100 en de 1200 miljoen m3. Dit komt overeen met ongeveer 37 tot 448 m3/s.
De afgelopen 5 jaar is het stroomgebied getroffen door de ergste droogte in 50 jaar. De ergste overstroming die het deltagebied heeft getroffen, was in 1991.